# Timpton
Timpton (rusky Тимптон, jakutsky Төмтөөн) je řeka v Jakutské republice v Rusku. Je dlouhá 644 km. Plocha povodí měří 44 400 km².

## Průběh toku
Pramení ve Stanovém pohoří a teče po Aldanské planině. Na horním toku je dolina široká a značně bažinatá, zatímco na středním toku v délce 300 km protéká soutěskami a má charakter horské řeky. Ústí zprava do Aldanu (povodí Leny).

## Vodní režim
Zdrojem vody jsou dešťové a sněhové srážky. Průměrný roční průtok vody činí 560 m³/s. Zamrzá v polovině října a rozmrzá v první polovině května.

## Využití
Na dolním toku je splavná.